# Frozen – Etwas hat überlebt
Frozen – Etwas hat überlebt (Originaltitel: The Thaw) ist ein US-amerikanisch-kanadischer Horror-Science-Fiction-Film von Mark A. Lewis aus dem Jahr 2009, in dem das Thema der aktuellen Klimaerwärmung aufgegriffen und deren Folgen überspitzt dargestellt wird. Die Schneeschmelze in der Arktis setzt längst totgeglaubte Lebewesen frei, die den Fortbestand der Menschheit bedrohen. Val Kilmer und Martha MacIsaac spielen die Hauptrollen als Vater und Tochter.
Die Botschaft des Films kann als Appell an die Zuseher interpretiert werden, ihr konsumorientiertes Handeln zu überdenken und gegebenenfalls zu ändern.

## Handlung
Der Biologe Dr. David Kruipen und seine Mitarbeiter Jane, Edward und Inuit Nuti arbeiten fernab der Zivilisation in einer arktischen Forschungsstation an einer Studie über den Einfluss der Erderwärmung auf Eisbären. Auf einem ihrer Streifzüge über die unwirtliche Insel entdecken sie ein über die Jahrtausende im Eis konserviertes Mammut, das durch die globale Erwärmung unter der Schneedecke zum Vorschein kommt. Sie errichten an der Fundstelle ein Zeltlager, um das Tier auf professionelle Art frei zu legen. Doch damit fördern sie auch hoch gefährliche Insekten zu Tage, die sich in dem gut erhaltenen Dickhäuter eingenistet hatten und überlebt haben. Nach und nach werden alle Teammitglieder von dem Parasiten befallen. Er zerstört das Körperinnere. Die Männchen fügen dem Opfer durch einen Biss eine Wunde zu, die Weibchen legen ihre Eier in diese Hautöffnung. Es folgen Unwohlsein, Atemnot und schließlich der Tod. Kruipen infizierte sich allerdings absichtlich, um den Parasiten später als Wirt in die zivilisierte Welt zu tragen und eine Pandemie auszulösen. Damit will er die Menschheit wachrütteln und einen verantwortungsvollen Umgang mit den Ressourcen bzw. der Natur erreichen.
Jane, selbst infiziert und durch das Insekt schwer erkrankt, beschließt diesen Plan zu durchkreuzen und sieht keinen anderen Ausweg als ihre Kollegen Edward und Kruipen zu erschießen, um die weitere Ausbreitung des Schädlings zu verhindern. Mit letzter Kraft fährt sie zur Basisstation, in der inzwischen eine Besuchergruppe, bestehend aus drei Biologiestudenten, Kruipens Tochter Evelyn und einem Rancher, eingetroffen ist. Dort kann sie aufgrund starker Bewusstseinstrübung niemanden mehr über die Ursache ihrer Erkrankung aufklären und sie verstirbt innerhalb weniger Stunden. Aber in ihrem Gepäck finden die Exkursionsteilnehmer Aufzeichnungen, in denen das Forscherteam detailliert beschreibt, was sie krank machte, so dass die Gruppe nun weiß, womit sie es hier zu tun hat und in welcher Gefahr sie sich befindet. Sofort beschließen sie per Funk Hilfe vom Festland anzufordern. Im Laufe der nächsten Tage infizieren sich die junge Studentin Ling sowie der erfahrene Ranger Bart und versterben.
Unter freiem Himmel warten die restlichen drei Personen auf ihre Evakuierung. Federico, der seine Infektion bislang geheim halten konnte, bedroht die anderen beiden Verbliebenen, Evelyn und Atom, mit einer Waffe, denn ihm ist klar, dass er als Infizierter hier zurückgelassen werden soll. Zu ihrer Überraschung nähert sich Evelyns Vater kriechend der Basisstation. Kruipen hatte Janes Tötungsversuch schwer verletzt überlebt. Nachdem er Federico erschossen hat, schickt er Evelyn und Atom unter einem Vorwand zurück ins Gebäude und verriegelt die Türen von außen. Es gelingt ihm die derweil eintreffende Hubschrauberbesatzung zu überzeugen, dass er der einzige Überlebende der Katastrophe ist. Evelyn und Atom können sich durch ein Fenster aus ihrem Gefängnis befreien. Atom versucht den im Startvorgang befindlichen Helikopter zu stoppen, indem er sich an die Kufen hängt – stürzt aber ab und erliegt seiner Verletzung. In ihrer letzten Verzweiflung reißt Evelyn Federicos Gewehr an sich und bringt durch mehrere Schüsse das Fluggerät zum Absturz. Der Helikopter geht in Flammen auf. Eine nachfolgende Hubschrauberstaffel bringt sie dann sicher nach Hause.
Während eine Radiostation Informationen über Evelyns Berichte verbreitet, ruft ein Jäger seinen Hund weg von einem toten Vogel, den der Hund gefressen hat. Käfer tauchen aus dem Körper des Vogels auf. Die Abschlussszene zeigt das Fahrzeug des Jägers auf dem Weg in eine Großstadt.

## Hintergrundinformationen
- Der Horrorfilm wurde in der kanadischen Provinz British Columbia gedreht. Neben der Metropole Vancouver werden die Städte Burnaby, Abbotsford, Langley und Williams Lake genannt.[2]
- Für die Spezialeffekte zum Sprengen der Forschungsstation wurden rund 3800 Liter Propangas, Sandkanonen, Schießpulver und etliche Meter Rohrleitungen verwendet.[3]
- Zum Soundtrack des Films gehören Bory Woodwards Nobody Knows The Trouble I’ve Seen und zwei Songs von Ladyhawk, Drunk Eyes und The Dugout.[4]
- In Deutschland wurde der Film erstmals am 30. August 2009 im Rahmen des Fantasy Filmfests gezeigt.

## Synchronisation
Die deutschsprachige Synchronisation entstand durch Atelier Synchron unter der Dialogregie von Lothar Meyer nach einem Dialogbuch von Anjes Borchers.
| Rolle             | Darsteller      | Synchronsprecher |
| ----------------- | --------------- | ---------------- |
| Atom              | Aaron Ashmore   | Nils Rieke       |
| Bart              | Viv Leacock     | Sascha Rotermund |
| Dr. David Kruipen | Val Kilmer      | Udo Schenk       |
| Evelyn Kruipen    | Martha MacIsaac | Manja Doering    |
| Frederico Fulce   | Kyle Schmid     | Johannes Raspe   |
| Ling Chen         | Steph Song      | Gundi Eberhard   |

## Kritiken
Das Lexikon des internationalen Films urteilt, der Film sei ein „weitgehend spannender Horrorfilm“. Eine Nähe zum Klassiker Das Ding aus einer anderen Welt sei „deutlich“ gegeben, aber „dessen Dichte“ werde nicht erreicht.

## Auszeichnungen
Der Film gewann 2010 den Leo Award für das beste Maskenbild.